# Just Us (альбом Роя Гейнса)
Just Us — студійний альбом американського джазового тріо ударника Роя Гейнса, випущений у 1960 році лейблом New Jazz.

## Опис
Ударник Рой Гейнс очолив відносно невелику кількість сесій упродовж своєї кар'єри. У 1957—1977 роках він записав усього сім альбомів як соліст (і жодного з 1969 по 1977 роки), включаючи цей сет у складі тріо. Тут Гейнс грає з піаністом Річардом Ваєндсом (чия гра нагадує стиль Реда Гарленда) і маловідомим контрабасистом Едді де Хаасом, виконуючи шість композицій, серед яких «Well Now» його власна.

## Список композицій
1. «Down Home» (Кертіс Фуллер) — 7:26
2. «Sweet and Lovely» (Гас Арнгейм, Гаррі Тобіас, Жуль ЛеМар) — 6:56
3. «As Long as There's Music» (Семмі Кан, Джулі Стайн) — 7:37
4. «Well Now» (Рой Гейнс) — 1:56
5. «Cymbalism» (Рой Гейнс, Річард Ваєндс) — 7:00
6. «Con Alma» (Діззі Гіллеспі) — 6:31
7. «Speak Low» (Огден Неш, Курт Вайль) — 7:03

## Учасники запису
- Рой Гейнс — ударні
- Річард Ваєндс — фортепіано
- Едді де Хаас — контрабас

Технічний персонал
- Есмонд Едвардс — продюсер, обкладинка
- Руді Ван Гелдер — інженер
- Нет Гентофф — текст